# Desecare

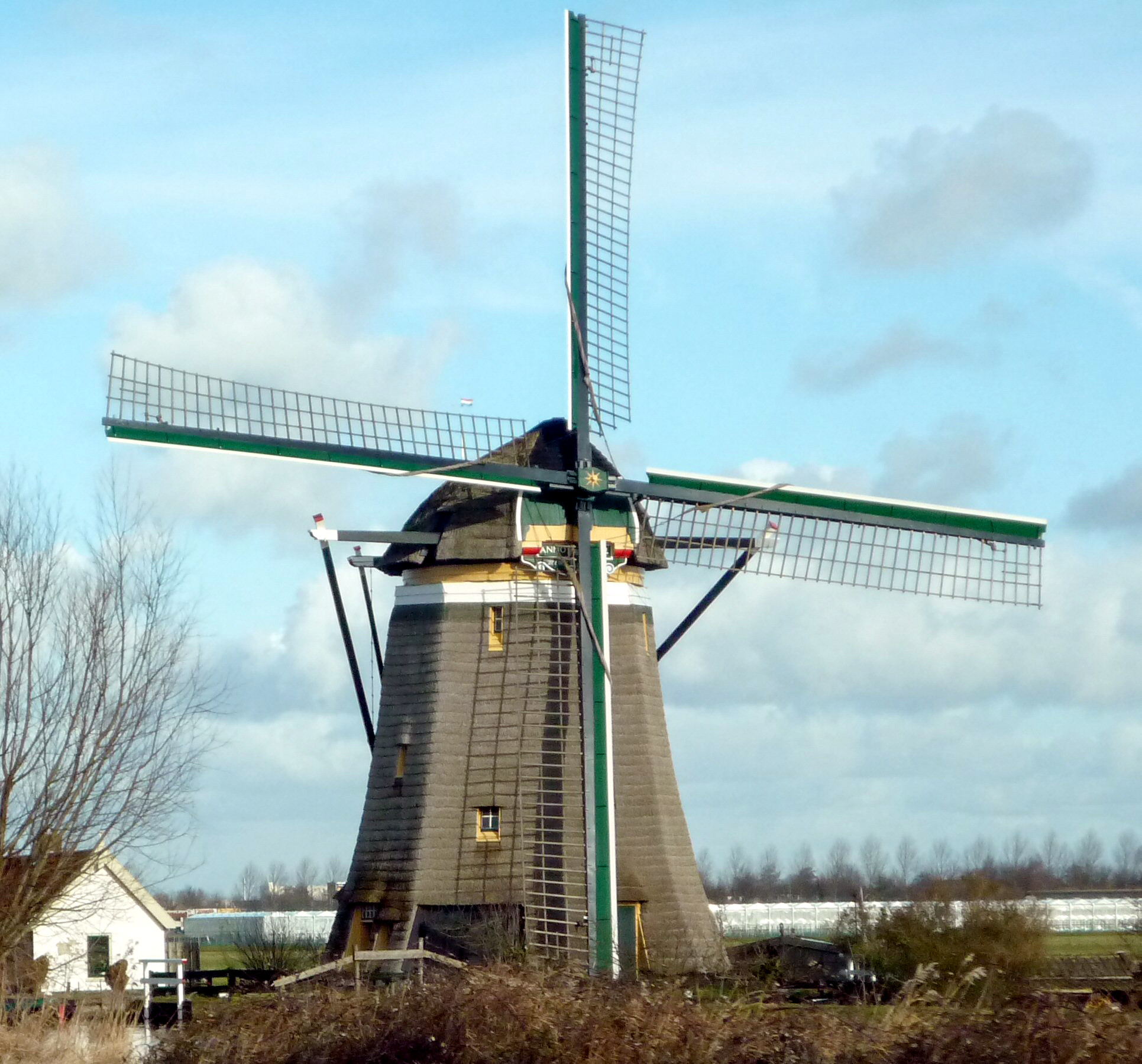
Moară de vânt din 1642 utilizată la desecarea unui polder în Țările de Jos

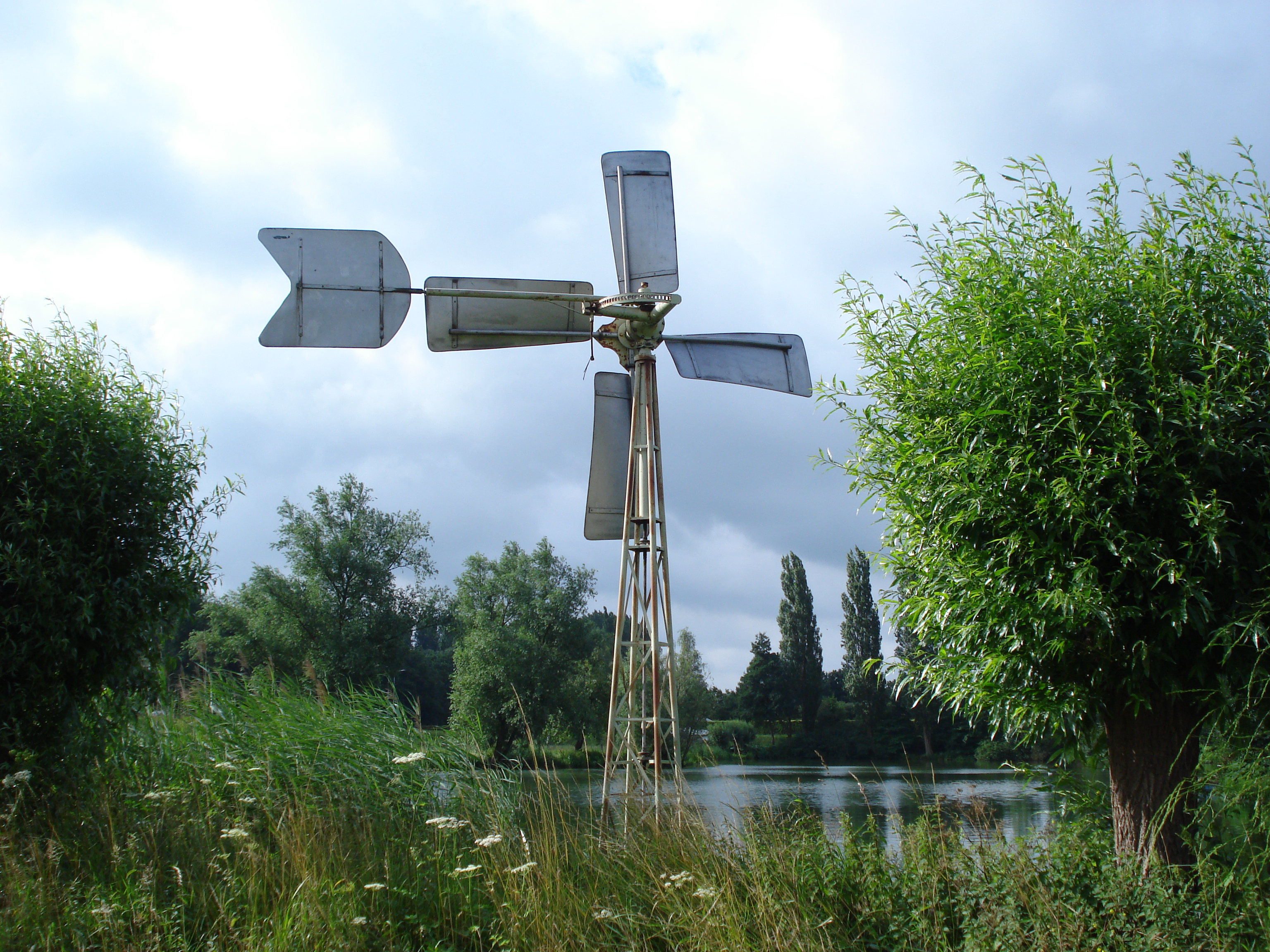
Moară de vânt modernă, de mici dimensiuni, utilizată la desecări în Ţările de Jos

Desecarea reprezintă acțiunea de eliminare a surplusului de apă dintr-un teren umed sau mlăștinos pentru a-l face cultivabil, apt pentru lucrări de construcții sau din motive sanitare profilactice.
Categoria de lucrări pentru care în tehnologia românească se folosește termenul de desecare este, în fapt, un „drenaj de suprafață”, prin care se evacuează excesul de umiditate de la suprafața terenului și din stratul superficial de sol, folosind canale deschise. Spre deosebire, „drenajul subteran” cuprinde lucrări ce au drept scop controlul nivelului apei freatice sau eliminarea excesului de apă din profilul de sol, folosind cu precădere tuburi perforate, îngropate, numite drenuri.
Lucrările de desecare constau în realizarea de rețele de canale deschise, cu caracter permanent sau temporar, care au ca scop colectarea și conducerea spre punctele de evacuare a apelor rămase în zonele joase, privaluri, depresiuni, înlăturarea surplusului de apă de pe terenurile agricole, rezultate în urma ploilor abundente, topirii zăpezilor sau irigațiilor excesive, dar și colectarea și evacuarea apelor scurse de pe versanți. De regulă, rețeaua canalelor de desecare se compune din: 
- canale de desecare primare, care adună apele în exces și care constituie rețeaua de regularizare propriu-zisă;
- canale colectoare de diverse ordine (secundare, terțiare), în care se descarcă rețeaua de regularizare;
- canalul principal de evacuare (emisarul), care preia apele de la canalele colectoare.